# Tredici a tavola
Tredici a tavola (Treize à table ou l'Homme de Zapatapam) è un'opera teatrale in tre atti del drammaturgo francese Marc-Gilbert Sauvajon, rappresentata per la prima volta nel 1953. 
La prima avvenne il 22 gennaio 1953 al Théâtre des Capucines di Parigi. Un adattamento cinematografico è stato realizzato nel 1955 per la regia di André Hunebelle. In Italia è stata rappresentata per la prima volta, nella versione italiana di Ada Montereggi, a Roma, nel Teatro Eliseo, il 15 ottobre 1954 dalla Compagnia di prosa Calindri, Zoppelli, Volpi, Masiero, con la regia di Ernesto Calindri.

## Trama
Antonio e Maddalena preparano la cena della vigilia di Natale per i loro invitati. La situazione si complica quando Maddalena si rende conto che alla cena saranno in tredici a tavola ed essendo superstiziosa cerca in ogni modo di modificare il numero dei partecipanti. Maddalena cerca di trovare un quattordicesimo ospite o di non farne venire uno dei tredici previsti, ma ogni tentativo si rivela inutile.